# Iperdontia
L'iperdontia è una malattia genetica rara, che colpisce l'apparato dentale, facendo crescere denti in soprannumero rispetto a quelli già presenti. La malattia si presenta più spesso negli individui di sesso maschile.

## Descrizione
Non c'è un numero definito di quanti denti possano crescere in eccesso: si va da due o sei fino a numeri più grandi, che possono causare problemi molto fastidiosi per la vita quotidiana, anche se in alcuni casi può essere perfino ignorata per tutta la vita.

## Risoluzione
Il tipo di terapia da intraprendere per questa patologia dipende dal numero dei sovrannumerari, dalla posizione, dal rapporto con gli altri denti e dall'età dell'individuo.
L'estrazione dei denti in soprannumero viene eseguita mediante un intervento di chirurgia odontostomatologica  , che richiede particolare attenzione perché bisogna preservare le radici dei denti adiacenti. L'estrazione precoce dei sovrannumerari riduce il rischio di interferenza con l'eruzione dei normali denti e di deformazione dell'arcata dentaria.